# Morgenia rubricornis
Morgenia rubricornis är en insektsart som beskrevs av Sjöstedt 1913. Morgenia rubricornis ingår i släktet Morgenia och familjen vårtbitare. Inga underarter finns listade i Catalogue of Life.